# Kościół Starokatolicki w Chorwacji
Kościół Starokatolicki w Chorwacji (hr: Hrvatska Katolicka Crkva ) – kościół starokatolicki, będący pod jurysdykcją Międzynarodowej Konferencji Biskupów Starokatolickich. Organem prasowym wspólnoty jest "Hrvatski Katolicki Glasnik." Zwierzchnikiem kościoła jest ks. dr Vitomir Burek, wspólnotę w MKBS reprezentuje bp dr Jan Ekemezie Okoro.

## Historia
Idea starokatolicyzmu znalazła swe odbicie także na terenie obecnej Jugosławii. W latach 1923–1924 doszło w tym kraju do zorganizowania Kościoła Starokatolickiego. 18 grudnia 1923 r. kościół uzyskał w Serbii, Chorwacji i Słowenii uznanie prawne ze strony władz państwowych. Pierwszy Synod Kościoła odbył się w Zagrzebiu w 1924 r. Na Synodzie dokonano wyboru biskupa, którym został ks. Marko Kalogjera, kanonik ze Splitu. 25 lutego 1924 r. ks. Kalogjera otrzymał sakrę biskupią z rąk arcybiskupa Utrechtu i został przyjęty do Unii Utrechckiej Kościołów Starokatolickich. W 1933 r. w wyniku wewnętrznego sporu biskupa kościoła z duchownymi, wspólnotę wykluczono z Unii Utrechckiej. Na nowego biskupa wybrano ks. I. Cerowskiego, ale zmarł zaraz potem. Jego następcą został ks. Anton Donković, jednak i on nie otrzymał sakry biskupiej - władze państwowe nie zgodziły się wydać mu paszportu. Ks. Donković zmarł w 1943 r. w jednym z niemieckich obozów koncentracyjnych. Wówczas kierownictwo Kościoła powierzono ks. Vilimowi Huzjakowi, który w 1961 r. otrzymał sakrę biskupią z rąk abp Utrechtu Andrzeja Rinkla. Po wojnie Kościół Starokatolicki w Chorwacji, utworzył "Związek Kościołów Starokatolickich w Socjalistycznej Federacyjnej Republice Jugosławii". 14 lipca 1974 r. w Zagrzebiu zjednoczono Kościół Starokatolicki w Chorwacji i Chorwacki Starokatolicki Kościół Narodowy w Chorwacki Kościół Katolicki w Jugosławii. W 1975 r. kościół włączono do Unii Utrechckiej. Od 1991 r. kościół przyjął nazwę Kościół Starokatolicki w Chorwacji.